# Acraea rubida
Acraea rubida är en fjärilsart som beskrevs av Le Doux 1923. Acraea rubida ingår i släktet Acraea och familjen praktfjärilar. Inga underarter finns listade i Catalogue of Life.